# Acrostichum aureum
Acrostichum aureum är en kantbräkenväxtart som beskrevs av Carolus Linnaeus. Acrostichum aureum ingår i släktet Acrostichum och familjen Pteridaceae. Inga underarter finns listade.

## Bildgalleri

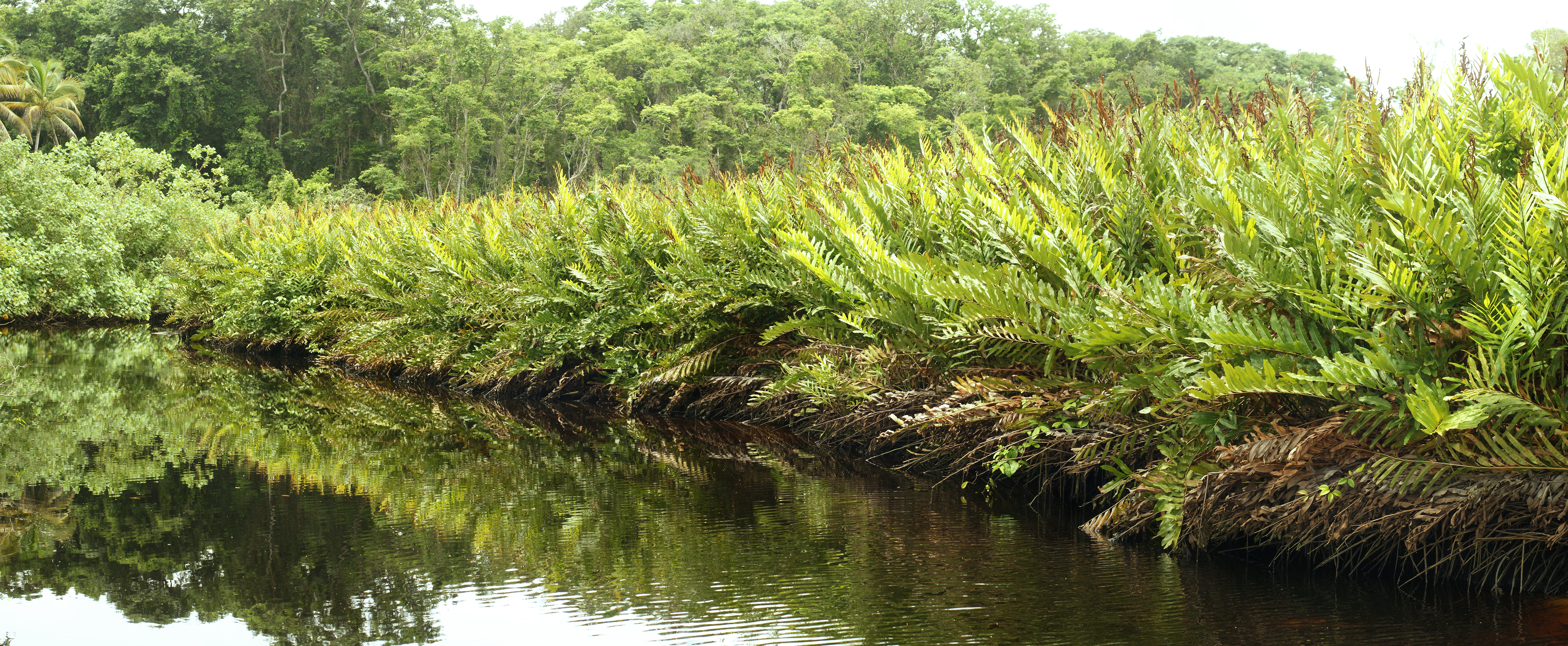
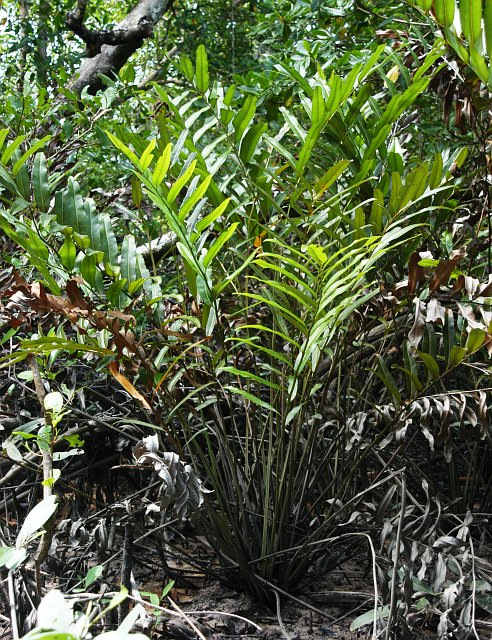
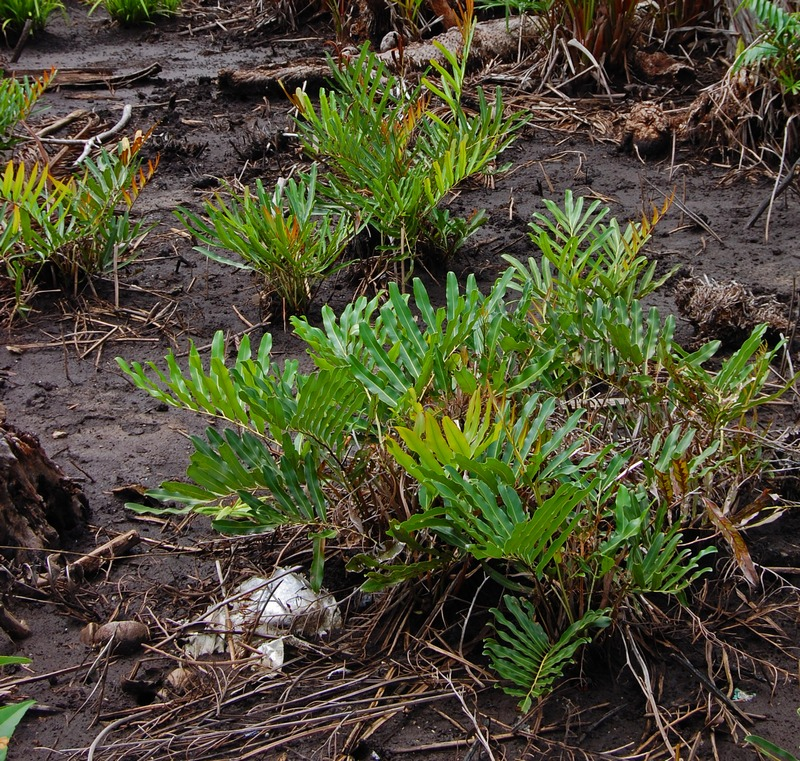
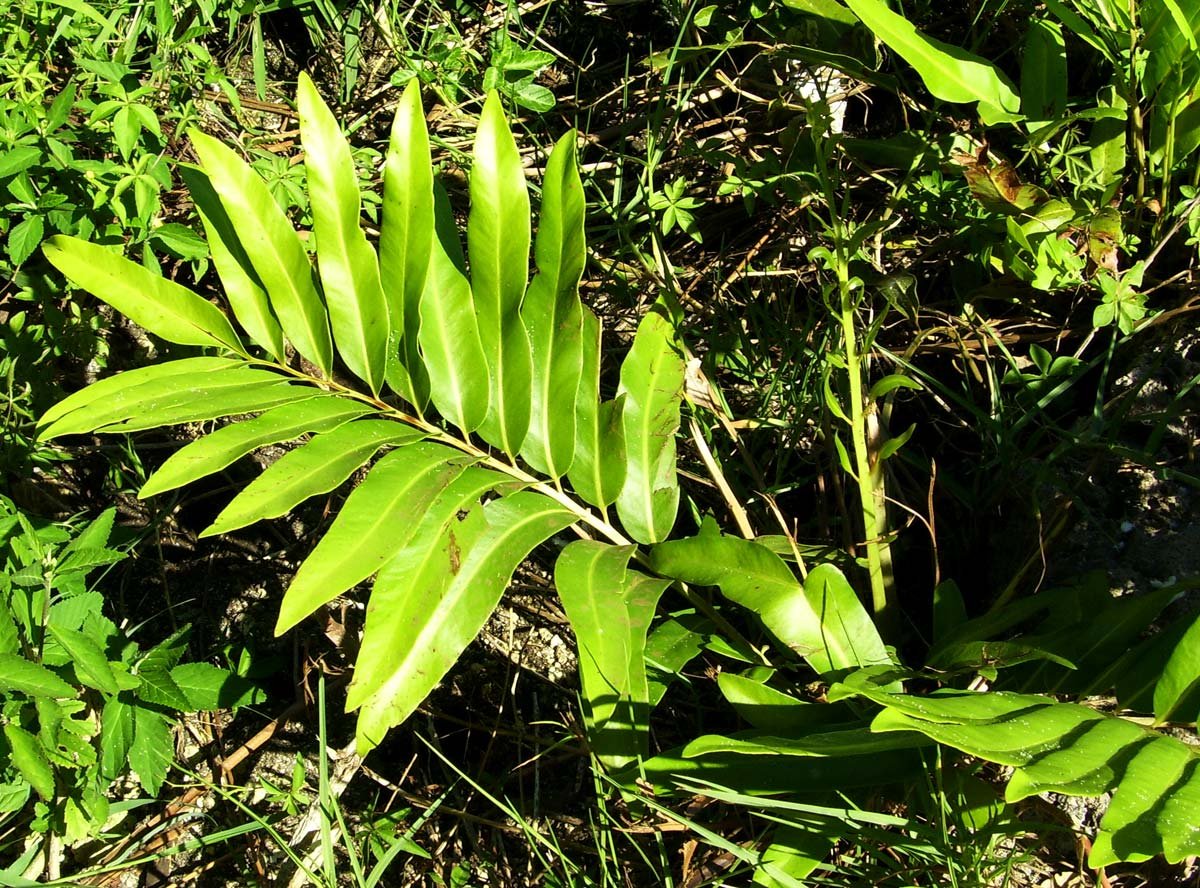
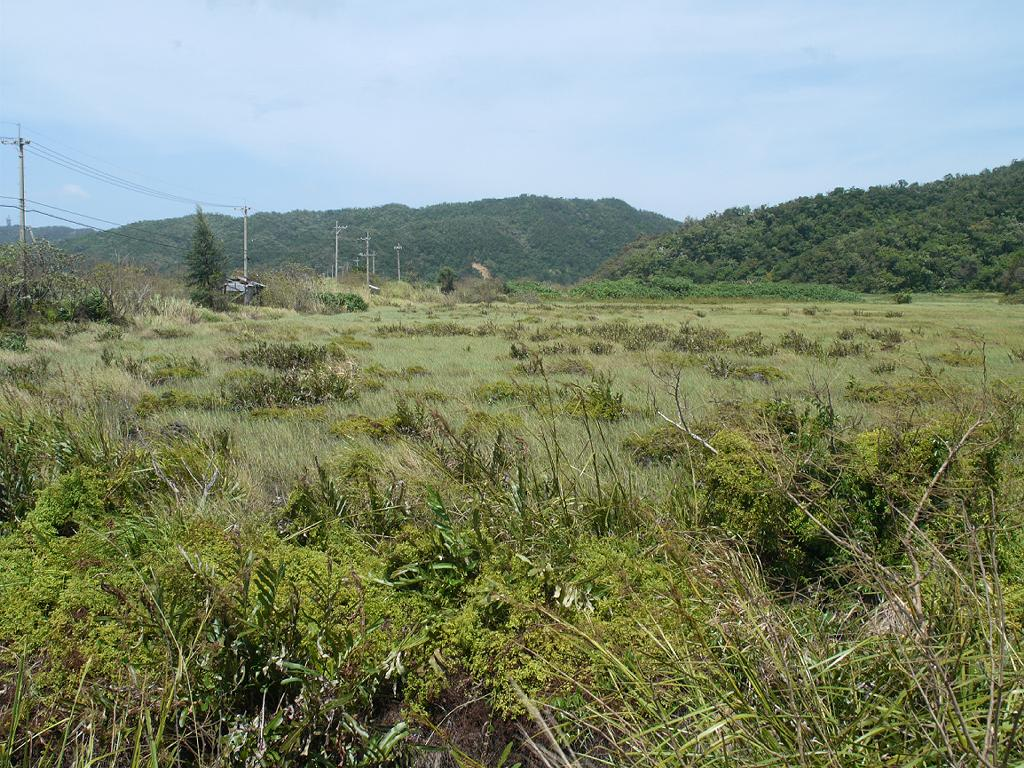
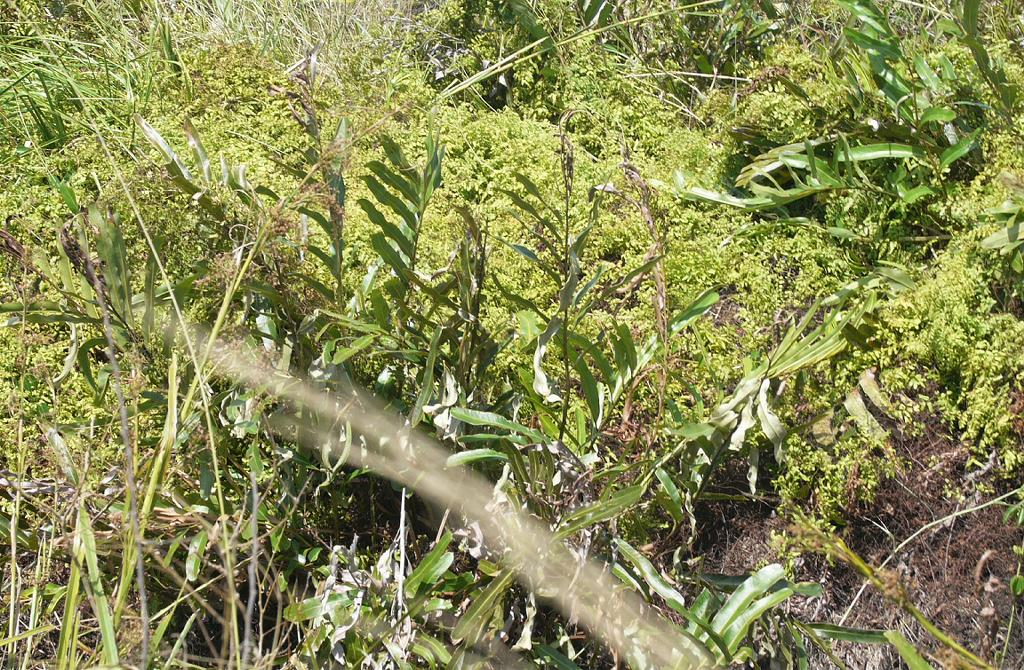